# William Robinson
William Walker Robinson (Airdrie, North Lanarkshire, 23 de juny de 1870 – Liverpool, 4 de juliol de 1940) va ser un nedador escocès que va competir a principi del segle xx.
Va prendre part en els Jocs Olímpics d'Estiu de 1908 de Londres, on va guanyar la medalla de plata en la prova dels 200 metres braça. Amb 38 anys fou el medallista olímpic de natació de més edat fins als Jocs del 2008, quan l'estatunidenca Dara Torres guanyà tres medalles de plata.